# Assioma (matematica)
In matematica si chiamano postulati o assiomi tutti e soli gli enunciati che, pur non essendo stati dimostrati, sono considerati veri. Generalmente forniscono il punto di partenza per delineare un quadro teorico come può essere quello della teoria degli insiemi, della geometria, dell'aritmetica, della teoria dei gruppi o del calcolo delle probabilità.
Nella logica matematica l'idea di assioma e dimostrazione viene completamente formalizzata. Gli assiomi di una teoria proposizionale o di una teoria del primo ordine sono un ben definito insieme di formule che possono essere usate nella teoria per costruire dimostrazioni formali. In questo ambito si fa una netta distinzione tra le due nozioni di assioma logico e assioma non-logico.

## Assiomi logici
Sono formule valide, cioè formule che sono soddisfatte da ogni modello (ovvero da ogni struttura) per ogni assegnamento delle variabili. In termini più colloquiali, gli assiomi sono enunciati che sono veri in ogni possibile universo, nell'ambito di ogni possibile interpretazione e con ogni assegnamento di valori.
Per poter affermare che una formula è un assioma logico, dobbiamo sapere che è valida. Dunque dovrebbe essere necessario fornire una dimostrazione della sua verità in ogni modello. Questo si trova in conflitto con la nozione classica di assioma e costituisce almeno una delle ragioni per le quali, in logica matematica, gli assiomi non sono considerati come enunciati ovviamente veri o evidenti di per sé.
Gli assiomi logici, essendo mere formule, sono privi di ogni significato; il punto è che quando sono interpretati in ogni universo, essi valgono sempre, quali che siano i valori assegnati alle variabili. Dunque questa nozione di assioma è forse la più vicina al significato che si intende attribuire alla parola: gli assiomi sono veri, al di là di tutto.

### Esempi
Un esempio di assioma, utilizzato virtualmente in ogni sistema deduttivo, è:

Assioma di uguaglianza.

{\displaystyle \forall x(x=x)}

Su questo esempio (dall'aspetto scarno), perché non cada nella vaghezza e in una cascata senza fine di "nozioni primitive", si danno due possibilità: o si deve stabilire in partenza una nozione precisa di quello che intendiamo con il segno "=" (ovvero per quello che conta, con l'espressione "essere uguale"); oppure si deve imporre un utilizzo puramente formale e sintattico del simbolo "=" , e la logica matematica fa proprio questo, delegando giustamente il significato di "=" alla teoria assiomatica degli insiemi.
Un altro esempio più interessante è:

Assioma di istanziazione universale. Data una formula {\displaystyle \phi } in un linguaggio del primo ordine {\displaystyle \,{\mathfrak {L}}}, una variabile {\displaystyle \,x} e un termine {\displaystyle \,t} che risulta sostituibile per {\displaystyle \,x} in {\displaystyle \,\phi }, la formula
{\displaystyle \forall x\phi \to \phi _{t}^{x}}
è valida.

Questo assioma stabilisce semplicemente che se sappiamo che {\displaystyle \,\forall xP(x)} per qualche proprietà {\displaystyle \,P} e {\displaystyle \,t} è un particolare termine nel linguaggio (cioè rappresenta un particolare oggetto nella struttura che stiamo trattando), allora dovremo essere in grado di affermare {\displaystyle \,P(t)}.
Un esempio simile è:

Assioma di generalizzazione esistenziale. Data una formula {\displaystyle \,\phi } in un linguaggio del primo ordine {\displaystyle \,{\mathfrak {L}}}, una variabile {\displaystyle \,x} e un termine {\displaystyle \,t} che è sostituibile per {\displaystyle \,x} in {\displaystyle \,\phi }, la formula
{\displaystyle \phi _{t}^{x}\to \exists x\phi }
è valida.

## Assiomi non-logici
Nell'ambito di una teoria sono formule che svolgono il ruolo dei presupposti specifici della teoria stessa. Si possono sviluppare le analisi di due differenti strutture, per esempio i numeri naturali e gli interi, servendosi degli stessi assiomi logici; gli assiomi non-logici hanno il compito di catturare quello che è specifico di una particolare struttura (o di una specie di strutture, come i gruppi algebrici). Dunque gli assiomi non-logici, contrariamente agli assiomi logici, non sono tautologie. Termine spesso considerato sinonimo di assiomi non-logici è postulato.
Quasi ogni teoria matematica moderna parte da un dato sistema di assiomi non-logici. Si pensava che in linea di principio ogni teoria potesse essere assiomatizzata in questo modo e potesse essere formalizzata fino a un puro linguaggio di formule logiche. Questa prospettiva si è rivelata impossibile. 
Da questo segue il ruolo degli assiomi non-logici, che devono semplicemente costituire un punto di partenza in un sistema logico. Dato che sono fondamentali nello sviluppo di una teoria, in genere risulta opportuno che nel discorso matematico essi siano chiamati semplicemente gli assiomi della teoria, ma, va ribadito, non per esprimere che essi sono enunciati veri e neppure per significare che essi sono presupposti dotati di verità. Un esempio ben chiaro: in alcuni gruppi l'operazione di moltiplicazione è commutativa, in altri non lo è.
Dunque un assioma è una base elementare per un sistema logico formale e insieme alle regole di inferenza definisce un sistema deduttivo.

### Esempi
Sono numerose le teorie che si basano su un proprio sistema di assiomi non-logici:

Aritmetica, geometria euclidea, algebra lineare, analisi reale, topologia, teoria dei gruppi, teoria degli insiemi, geometria proiettiva, geometria simplettica, algebre di von Neumann, teoria ergodica, probabilità, e tante altre. Inoltre periodicamente vengono proposte nuove teorie del suddetto genere e vengono formulate loro varianti; queste possono risultare interessanti per svariati motivi: in quanto più essenziali e terse, o al contrario più intuitive (anche se a costo di qualche ridondanza); in quanto più generali o viceversa in quanto più specifiche e stringenti.

#### Aritmetica
In tutto questo formalismo, gli assiomi di Peano costituiscono la assiomatizzazione dell'aritmetica più largamente adottata; essi costituiscono un sistema di assiomi non-logici sufficientemente ricco da consentire la dimostrazione di numerosi fatti rilevanti della teoria dei numeri; essi hanno anche consentito a Kurt Gödel di stabilire il suo secondo teorema di incompletezza
Esso adotta il linguaggio {\displaystyle \,{\mathfrak {L}}_{NT}=\{0,S\}} dove {\displaystyle \,0} è un simbolo costante e {\displaystyle \,S} una funzione univariata, ovvero un operatore unario. I postulati sono:
1. {\displaystyle \forall x\,\lnot (Sx=0)}
2. {\displaystyle \forall x\forall y\,(Sx=Sy\to x=y)}
3. {\displaystyle (\,(\phi (0)\land \forall x\,(\phi (x)\to \phi (Sx))\,)\to \forall x\,\phi (x)} per ogni formula {\displaystyle \,\phi } in {\displaystyle \,{\mathfrak {L}}_{NT}} contenente una variabile libera.

A tale sistema corrisponde una struttura standard {\displaystyle \,{\mathfrak {N}}=<\mathbb {N} ,0,S>} nella quale {\displaystyle \,\mathbb {N} } è interpretato come l'insieme dei numeri naturali, {\displaystyle \,S} come funzione successore e {\displaystyle \,0} è naturalmente interpretato come il numero 0.

#### Geometria
Il sistema di assiomi più ricco di meriti storici e più famoso è il sistema dei 4 + 1 postulati di Euclide. Esso si rivela incompleto e per dare solido fondamento alla sua geometria sono necessari molti altri postulati (David Hilbert nei suoi Grundlagen der Geometrie ne ha adottati 23).
Si usa l'espressione "4 + 1" in quanto per quasi due millenni vi è stata la convinzione che il quinto postulato (delle parallele) (per un punto esterno ad una retta passa una e una sola parallela) fosse deducibile dai primi quattro. Nella prima parte del XIX secolo il quinto postulato si è dimostrato essere indipendente dai primi quattro. In effetti è possibile assumere che non esista alcuna parallela per un punto esterno ad una data retta, oppure che ne esista una e una sola, o anche che ne esistano infinite. Queste scelte ci danno forme alternative di geometrie caratterizzate in particolare dall'avere la somma degli angoli interni di un triangolo, rispettivamente, maggiore, uguale e minore di un angolo piatto; queste tre geometrie sono chiamate, rispettivamente, geometria ellittica, euclidea e iperbolica.

#### Analisi reale
I numeri reali, i numeri a fondamento dell'analisi reale, sono introdotti rigorosamente con gli assiomi di un campo archimedeo completo chiuso reale; questi assiomi lo definiscono univocamente a meno di un isomorfismo. Accade tuttavia che per esprimere queste proprietà si deve ricorrere alla logica del secondo ordine. I teoremi di Löwenheim-Skolem ci dicono che se ci limitiamo alla logica del primo ordine, ogni sistema di assiomi per i reali ammette altri modelli e tra questi ve ne sono sia di più ridotti dei reali che di più estesi. Alcuni modelli del secondo genere sono studiati nell'analisi non-standard.

## Sistemi deduttivi
I logici chiamano sistema deduttivo il complesso formale costituito da un sistema {\displaystyle \,\Lambda } di assiomi logici, da un sistema {\displaystyle \,\Sigma } di assiomi non-logici e da un insieme {\displaystyle \,\{(\Gamma ,\phi )\}} di regole di inferenza. Si pone il problema di individuare tali sistemi. Il teorema di completezza di Gödel stabilisce che ogni sistema deduttivo con un sistema di assiomi non-logici consistente è completo,
se {\displaystyle \Sigma \models \phi }, allora {\displaystyle \Sigma \vdash \phi } ;
in altre parole, per ogni enunciato che è una conseguenza logica di {\displaystyle \Sigma }, esiste una deduzione dell'enunciato stesso da {\displaystyle \Sigma }. In termini ancor più semplici, qualunque fatto che è vero per un dato sistema di assiomi può essere dimostrato da questi assiomi (mediante regole di inferenza ragionevoli).
Si osservi che la sottile differenza fra questo teorema e il successivo ugualmente celebre primo teorema di incompletezza di Gödel, che stabilisce che nessun insieme ricorsivo consistente di assiomi non-logici {\displaystyle \Sigma } della Teoria dell'aritmetica è completo, nel senso che esiste sempre un enunciato aritmetico vero {\displaystyle \,\phi } tale che né {\displaystyle \phi } né {\displaystyle \lnot \phi } possono essere dimostrati (il che è diverso dal dire che {\displaystyle \phi } viene dimostrato falso - semplicemente significa quello che dice, che non vi può essere una deduzione da {\displaystyle \Sigma } a {\displaystyle \lnot \phi }) ottenuta dal dato insieme di assiomi.
Quindi si contrappongono da un lato la nozione di completezza di un sistema deduttivo e dall'altra quella di completezza di un insieme di assiomi non-logici.
La morale è che ogni fatto che possiamo derivare da un sistema di assiomi (logico o non-logici) non è necessario come un assioma. Qualunque enunciato che non possiamo derivare dagli assiomi e del quale non possiamo neppure derivare la negazione può ragionevolmente essere aggiunto al sistema in causa.

## Ulteriori considerazioni
I matematici del passato consideravano la geometria assiomatica come un modello dello spazio fisico e che potesse esistere un solo modello del genere. L'idea che potessero esistere sistemi matematici alternativi non fu facile da accettare da parte dei matematici del XIX secolo e gli sviluppatori di sistemi come l'algebra booleana fecero sforzi elaborati per derivarli dall'aritmetica tradizionale. Galois proprio prima della sua precoce morte aveva mostrato che questi sforzi erano in gran parte sprecati, ma che i parallelismi riscontrati fra i sistemi assiomatici potevano essere messi a frutto, quando egli risolveva algebricamente molti problemi geometrici classici. Successivamente i parallelismi astratti fra sistemi algebrici risultarono più importanti dei dettagli e questo segna la nascita dell'algebra moderna.